# Tirthankara

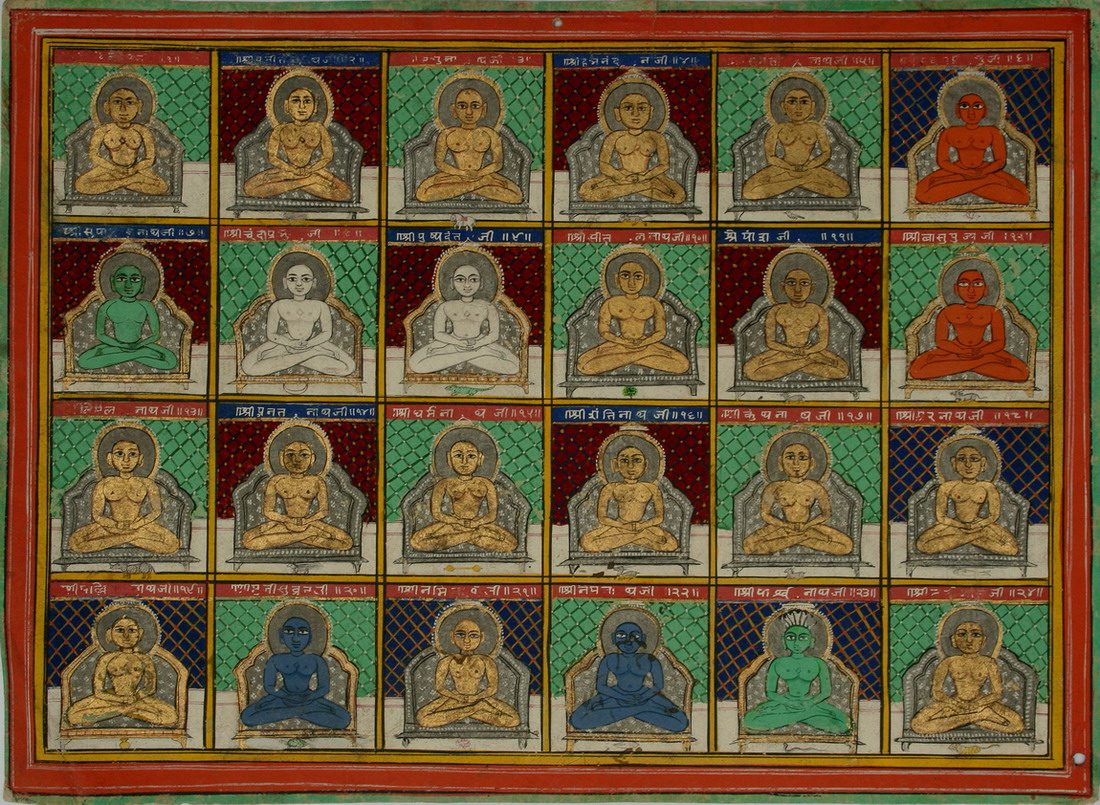
24 tirthanakarów, miniatura z XIX wieku

Wyznawcy dżinizmu czczą 24 ubóstwianych Tirthanakara (Tirthakara, rzadziej Tirthankara, niegdyś spolszczanych jako tirthankarów, sanskr. „budowniczych mostów” – prowadzących do nirwany) – nauczycieli głoszących zasady ich religii.
W sztuce indyjskiej wyobrażani są jako:
— mężczyźni siedzący w pozie medytacyjnej (ręce złożone na nogach, dłonie zwrócone do góry)
— stojący z opuszczonymi rękami – najczęściej całkowicie nadzy.
Mają na piersiach znak śriwatsa, parasol nad głowami, z tyłu drzewo oświecenia i nimb wokół głowy. 
Rozróżnić ich można jedynie po symbolicznych atrybutach lub otaczających postaciach.
23 uważa się za mitycznych:
1. Adinatha (Riszabhadewa) - przedstawiany w kolorze żółtym, symbolizuje go byk,
2. Adżinatha - złoty, słoń,
3. Sambhawanatha - koń,
4. Abhinandana - złoty, małpa,
5. Sumatinatha - złoty lub żółty, ptak lub koło,
6. Padmaprabha - czerwony kwiat lotosu,
7. Suparswanatha - zielony, swastyka lub siedmiogłowa kobra,
8. Czandraprabha - biały, sierp księżyca,
9. Puszpadanta (Suwidhana) - biały, krokodyl lub krab,
10. Sithalanatha - żółty lub złoty, swastyka lub liść drzewa pippal,
11. Śrejamśanatha - żółty lub złoty, orzeł, daniel lub nosorożec,
12. Wasupudżja - czerwony, bawół indyjski,
13. Wimalanatha -złoty lub żółty, dzik,
14. Ananatanatha - złoty, sokół lub niedźwiedź,
15. Dharmanatha - żółty, błyskawica,
16. Śantinatha - złoty lub żółty, daniel lub żółw,
17. Kunthanatha - złoty, koza,
18. Arthanatha - złoty lub żółty, ryba,
19. Mallinatha (według swetambarów kobieta) - niebieska lub złota, dzban na wodę,
20. Munisuwrata - ciemny, żółw,
21. Naminatha - złoty, niebieski lotos,
22. Neminatha (Arisztanemi) - czerwony lub ciemny, muszla,
23. Parśwa (VIII–VII w p.n.e.), półlegendarny, uważany za twórcę religii dżinizmu - ciemnoniebieski, wąż lub siedmiogłowa kobra.
ostatni – historyczny:
24. Tirthakara (złoty lub żółty, lew) - Dżina, właśc. Wardhamana Mahawira (ok. VI–V w p.n.e.).